# Міхалув-Парцеле
Міхалув-Парцеле (пол. Michałów-Parcele) — село в Польщі, у гміні Варка Груєцького повіту Мазовецького воєводства.
Населення — 241 особа (2011).
У 1975-1998 роках село належало до Радомського воєводства.

## Демографія
Демографічна структура станом на 31 березня 2011 року:
|          | Загалом | Допрацездатний вік | Працездатний вік | Постпрацездатний вік |
| -------- | ------- | ------------------ | ---------------- | -------------------- |
| Чоловіки | 121     | 31                 | 76               | 14                   |
| Жінки    | 120     | 25                 | 55               | 40                   |
| Разом    | 241     | 56                 | 131              | 54                   |